# Lomaiviti (tỉnh)

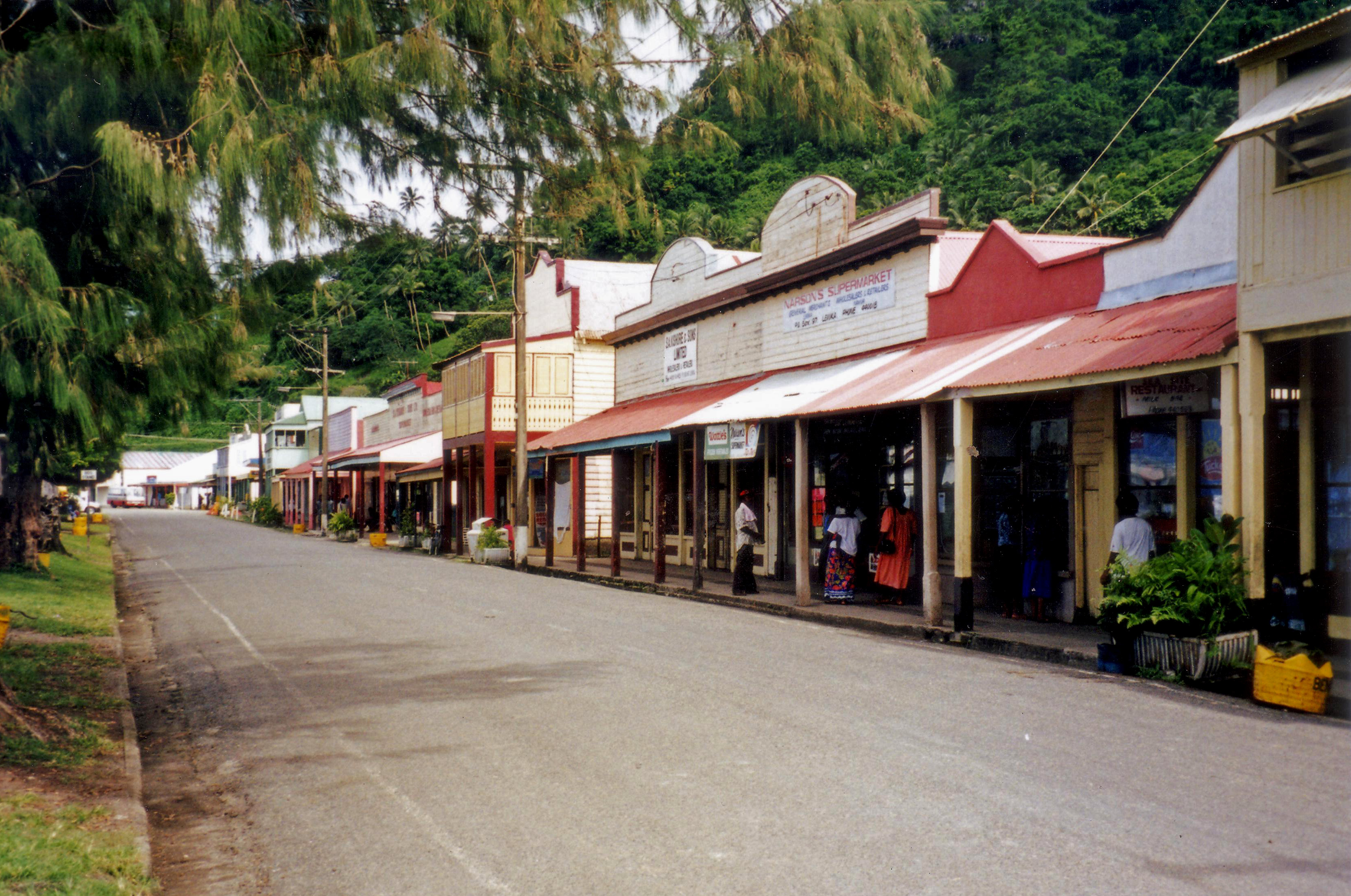
Một số căn nhà ven đường tại Lomaiviti, Fiji

Lomaiviti là một trong 14 tỉnh của Fiji. Về mặt hành chính, tỉnh là một phần của Khu vực Đông và thuộc Liên minh Kubuna, một trong ba hệ thống cấp bậc tù trưởng tại Fiji. Về mặt địa lý tỉnh gồm Quần đảo Lomaiviti.